# Layla Ramezan
Layla Ramezan, née à Téhéran, est une pianiste Franco-suisse d’origine  iranienne. 

## Biographie
Elle commence l’étude du piano à Téhéran. Arrivée en France en 2000, elle intègre l’École normale de musique de Paris Alfred Cortot, puis la Haute École de musique de Lausanne en Suisse où elle est diplômée en interprétation et en accompagnement.
Elle rencontre des personnalités musicales marquantes telles que William Blank, Helmut Deutsch, Jean-Claude Pennetier, Svetlana Navasardyan (en) et Philippe Albera, se produit avec des musiciens tels que Jean-Marc Luisada, Eliane Reyes, Brigitte Balleys,  Christophe Beau, Djamchid Chemirani, travaille aux côtés de compositeurs comme Tristan Murail, Luis Naon, Nicolas Bolens et Michael Jarrell.
Elle se produit en France, en Suisse comme à l’international : Collège des Bernardins à Paris, Carnegie Mellon University à Pittsburgh, Victoria Hall à Genève, Royal Irish Academy à Dublin, Musée Aga Khan de Toronto, Roodaki Hall de Téhéran, Hafez Hall de Shiraz, ainsi que dans des festivals comme Les Athénéennes de Genève, Schubertiade de Sion, Alba en Italie.
En tant que soliste, elle joue avec des formations symphoniques comme que l’Orchestre symphonique de Téhéran et l’Orchestre pour la nouvelle musique à Téhéran. 
Ses concerts et enregistrements sont notamment diffusés par France Musique, RFI, Radio Suisse Romande, Nederlandse Publieke Omroep, CBC Radio Canada.
Depuis 2014, elle prépare l’enregistrement d’une série de quatre disques consacrés au projet 100 ans de musique classique iranienne pour piano au sein du label Paraty Productions distribué par Harmonia Mundi. Ce projet inédit rassemble des œuvres pour piano écrites par plusieurs générations de compositeurs iraniens nés au XXe siècle entre musique traditionnelle et musique contemporaine. Cette tétralogie se décline en quatre volumes : Les pères de la musique iranienne pour piano, Compositeurs iraniens des années 1950, Alireza Mashayekhi, Shahrzâd et La nouvelle génération de compositeurs iraniens. Le premier volume Compositeurs iraniens des années 1950 est sorti en janvier 2017. 
Elle est par ailleurs pianiste de Matka, un ensemble de musique contemporaine basé à Genève.
Elle est l’instigatrice de plusieurs projets d’échanges musicaux interculturels avec l’Iran comme des conférences, des résidences, des concerts réunissant des compositeurs de toutes nationalités. Elle fonde et dirige le « Barbad Piano Prize », un concours-festival à Shiraz en Iran destiné aux jeunes pianistes.

## Discographie
- 100 years of Iranian Piano Music - Volume 1 : Composers from the 1950's, Label Paraty, distribution Harmonia Mundi